# Espondilidins
Els espondilidins (Spondylidinae) són una petita subfamília de coleòpters cerambícids. Comprèn al voltant d'unes 100 espècies, que es troben principalment en els boscos de coníferes de l'hemisferi nord; havent-hi espècies que han colonitzat els boscos de coníferes de zones tropicals o subtropicals (Mèxic, Cuba). Dos gèneres, Zamium i Masatopus, es troben presents al sud de l'Àfrica i a  Madagascar.

## Morfologia
Les larves són completament diferents de les de la subfamília Cerambycinae, sent similars a les de Lepturinae; es caracteritzen pel cap arrodonit i un labre llarg. No obstant això, la seva principal característica és el fet de posseir dues petites espines juntes en l'últim segment abdominal.
Els adults posseeixen un cos molt similar a la resta dels cerambícids, sent una mica aplanat, fosc, amb el cap oblic i les antenes menys desenvolupades que les pròpies de la resta de la família. El dimorfisme sexual és poc accentuat, i per això la seva identificació és gairebé nul·la, a diferència de Cerambycinae la seva  stridulitrum (zona mitjançant la qual es freguen mascle i femella) està dividit.

## Cicle de vida
Excepte per alguns Saphanini (Saphanus, Drymochares) i Anisarthronini, les larves d'aquesta subfamília ataquen la fusta de coníferes.
Els adults tenen hàbits nocturns o crepusculars. Únicament el gènere Tetropium, caracteritzat per unes fines ratlles als ulls, posseeix activitat diürna. Viuen en les plantes de les quals s'alimenten, amagant-se a l'escorça o als troncs.

## Taxonomía
Ja l'any 1897 Xambeu va unir els gèneres Spondylis, Asemum, Chriocephalus (avui dia Arhopalus) i Tetropium a Spondylinae, basant-se en la morfologia de la larva. Però cap dels contemporanis va acceptar la idea per la seva similitud amb Prioninae, a causa del gènere Parandra.
En aquests temps la majoria dels gèneres es trobaven dins de la subfamília Aseminae. L'estudi de la morfologia de les ales va confirmar l'agrupació feta per Xambeu. però posteriors estudis, diuen que és una tribu Asemini de la subfamília Aseminae. La qual va evolucionar molt de sobre la base de Prioninae i Vesperinae.
Conté les següents tribus:
- Anisarthrini Mamaev i Danilevsky, 1973 - (Àfrica, Europa, Àsia), 9 espècies
- Asemini Thomson, 1860 - (Amèrica del Nord, Central i del Sud, Nova Zelanda, Austràlia), 43 espècies
- Atimiini LeConte, 1873 - (Amèrica del Nord, Àsia), 18 espècies
- Nothorhinini Zagajkevich, 1991 - (Europa, Àsia, Amèrica del Nord), 2 espècies en un gènere (sovint situat a Asemini)
- Saphanini Gistel, 1856 - (Europa, Àsia occidental, Àfrica, Madagascar, est dels Estats Units), 45 espècies
- Spondylidini Audinet-Serville, 1832 - (Europa, Àsia, Amèrica del Nord, Mèxic), 4 espècies
- Tetropiini Seidlitz, 1891 - (Europa, Àsia, Amèrica del Nord, Amèrica Central), 146 espècies en un gènere (sovint situat a Asemini)